# GNAI3
Protein liên kết nucleotide guanine G(k), tiểu đơn vị alpha (tiếng Anh: Guanine nucleotide-binding protein G(k) subunit alpha) là protein ở người được mã hóa bởi gen GNAI3.

## Tương tác
GNAI3 có khả năng tương tác với:
- RGS10[4]
- RGS12,[5]
- RGS14,[5]
- RGS16,[6][7]
- RGS18,[8][9]
- RGS19,[10][11][12]
- RGS5,[6][13]
- RIC8A,[14] và
- S1PR1.[15]